# Charles Bukowski
Charles Bukowski   (Andernach, 16 d'agost de 1920 - San Pedro, 9 de març de 1994) fou un escriptor i poeta estatunidenc d'origen alemany. Fou un autor prolífic que escrigué més de cinquanta llibres, incomptables relats i multitud de poemes. Sovint s'esmenta la seva influència en autors contemporanis i el seu estil, que s'imità freqüentment. Va morir de leucèmia el 1994, a l'edat de 73 anys. Avui dia se'l considera un dels grans escriptors estatunidencs i símbol del realisme brut i de la literatura independent.

## Biografia

### Infància i joventut
Heinrick Bukowski va néixer a Alemanya el 1920. La seva mare, Katharina Fett, era alemanya nadiua, mentre que el seu pare era d'ascendència estatunidenca i polonesa. Es casaren un mes abans que Charles nasqués. Amb l'enfonsament de l'economia alemanya després de la Primera Guerra Mundial, la família es traslladà a Baltimore, el 1923.
Per tal que sonés més estatunidenc, els pares començaren a dir-li «Henry». Llavors es traslladaren a un suburbi de Los Angeles, on vivia la família del pare de Bukowski. Durant la seva infantesa, el pare, que sovint estava a l'atur, el maltractava, fet que deixà palès en nombrosos poemes i relats, com també en la novel·la Ham on Rye.
A més, de petit, no fou gaire ben acceptat al col·legi, entre altres raons perquè tenia marques a la cara a causa d'una malaltia que havia patit de nen, la qual cosa feia més gran el patiment sofert. Tímid de mena. es refugià en la lectura en la primera etapa de la seva vida. Una vegada graduat a l'institut de secundària de Los Angeles, feu estudis d'art, periodisme i literatura, a la Universitat de Los Angeles, durant dos anys.

### Primeres publicacions
En complir vint-i-quatre anys, el relat curt de Bukowski Aftermath of a Lengthy Rejection Slip es publicà a Story Magazine. Dos anys més tard, li publicaren un altre relat, 20 Tanks From Kasseldown, en una altra revista. Poc després es va desil·lusionar a causa de la lentitud del procés de publicació, fet que el dugué a deixar d'escriure durant una dècada. Durant aquell temps, visqué a Los Angeles, encara que també va passar un temps vagant arreu dels Estats Units, dedicant-se a treballs temporals que anava deixant i estant-se en pensions barates. A començament dels anys 1950 començà a treballar de carter a Los Angeles, al servei postal estatal, on va romandre tres anys. El 1955 l'hospitalitzaren per una úlcera sagnant. En sortir-ne, va començar a escriure poesia. El 1957 es casà amb l'escriptora i poeta Barbara Frye, però van divorciar-se el 1959.
Frye dubtava sovint de l'habilitat de Bukowski com a poeta. Un cop divorciats, Bukowski va continuar bevent i escrivint poesia.

### Anys 1960
Abans que comencessin els anys 1960, tornà a l'oficina de correus, a Los Angeles, on va seguir treballant una dècada més. El 1964 va tenir una filla, Marina Louise Bukowski, nascuda de la relació amb la seva xicota Frances Smith. Més endavant, Bukowski va viure a Tucson un període breu de temps, on va entaular amistat amb Jon Webb i Gypsy Lou, que el van menar a publicar i viure de la seva literatura. Gràcies a Webb, emprengué la publicació d'alguns poemes a la revista de literatura The Outsider. Amb Loujon Press, publicà It Catches my Heart In Its Hand, el 1963, i A Crucifix in a Deathhand dos anys més tard. Aleshores, va conèixer Franz Douskey, amic de Webb, al qual solia visitar regularment a la seva casa d'Elm Street, lloc que serví també de centre de publicació. Webb, Bukowski i Douskey passaren un temps plegats a Nova Orleans. A la primeria del 1967, Bukowski va escriure la columna «Notes of A Dirty Old Man» per al diari independent de Los Angeles Open City. Quan el diari plegà, el 1969, la columna es va traslladar a Los Angeles Free Press.

### Els anys amb Black Sparrow Press
El 1969, després que l'editor John Martin de Black Sparrow Press li prometés una remuneració de 100 dòlars mensuals per a tota la vida, va deixar de treballar a l'oficina de correus per a dedicar-se a escriure a temps complet. Tenia llavors 49 anys. Com ell mateix va explicar en una carta: «tinc dues opcions, romandre a l'oficina de correus i tornar-me boig… O restar a fora i jugar a ser escriptor i morir-me de fam. He decidit morir de fam». Un mes després d'ençà que abandonà la feina, acabà la seva primera novel·la, titulada Post Office. Gràcies a la confiança que Martin va dipositar en ell quan era un escriptor relativament desconegut i a l'ajuda financera, va publicar gairebé tot el seu treball literari a Black Sparrow Press.
El 1976, conegué Linda Lee Beighle, propietària d'un restaurant, i dos anys després la parella es va mudar de la part est de Hollywood, on Bukowski havia viscut la major part de la seva vida, a San Pedro, el districte situat més al sud de la ciutat de Los Angeles. L'any 1987, foren casats per Manly Palmer Hall. D'ella en parla en novel·les com Women i Hollywood, en gran part autobiogràfiques, a través del personatge de Sara.
Bukowski va morir de leucèmia el 9 de març de 1994 a San Pedro, a l'edat de 73 anys, poc després de finir la seva darrera novel·la: Pulp. Les seves restes fúnebres van ser conduïdes per monjos budistes. En la seva làpida, s'hi llegeix: Don't try, epitafi que cal entendre com: «no ho intentis, fes-ho!».
Bukowski s'ha traduït a més d'una dotzena d'idiomes, entre els quals hi ha el català, el castellà, el francès, l'alemany i el portuguès. És vist com una icona de la decadència estatunidenca i de la representació nihilista, característica després de la Segona Guerra Mundial. La seva misantropia, el seu humor negre, la seva falta d'ambició i la seva desvinculació amb la resta del món feren d'aquest escriptor una influència directa de molts autors.